# Mas Gotarra
Mas Gotarra – miejscowość w Hiszpanii, w Katalonii, w prowincji Girona, w comarce Gironès, w gminie Llagostera.
Według danych INE z 2005 roku miejscowość zamieszkiwały 182 osoby.